# Regenbogensiedlung
Die Regenbogensiedlung ist eine Siedlung in der Gemeinde Gnadendorf in Niederösterreich.
Die Siedlung befindet sich südwestlich von Pyhra, dessen Ortsteil sie ist. Erreichbar ist sie über die Laaer Straße, von der eine Nebenstraße über die Regenbogensiedlung nach Pyhra führt. Die Siedlung am Nordrand des Naturparks Leiser Berge entstand in der zweiten Hälfte des 20. Jahrhunderts.